# Aristide Caradja
Aristide Caradja nebo Aristide von Caradja (28. září 1861, Drážďany, Německo – 29. května 1955, Bukurešť, Rumunsko) byl rumunský právník a entomolog německého původu, který je znám hlavně jako lepidopterolog – parnassiolog a mikrolepidopterolog. Byl potomkem dvou velkých, starých šlechtických rodů. Byl samotářské povahy a našel své útočiště ve světě hudby a smyslu pro jemné formy a harmonické barvy motýlů.

## Život
Aristide von Caradja se narodil v roce 1861 v Drážďanech ve šlechtické rodině, jako v pořadí sedmé dítě. Po ukončení základního a středního vzdělání v Drážďanech pokračoval ve studiu na právnické fakultě ve francouzském Toulouse. Bez vědomí svých rodičů však navštěvoval přednášky z biologie, botaniky, paleontologie a jiných přírodních věd. Jeho předkové z otcovy strany se usadili ve Valašsku v 17. století a někteří z nich dokonce dosáhli nejvyšších pozic v tehdejším knížectví. Jeho matka taktéž pocházela z slavné šlechtické rodiny – Şuţu.
Aristide Caradja byl od roku 1935 členem Rumunské akademie věd. Věnoval se i interpretaci Beethovenových sonát. Zemřel v roce 1955 v Bukurešti.

## Entomologické aktivity
Méně známý, ale pro faunu hmyzu Rumunska a Balkánu významný entomolog, lepidopterolog Aristide Caradja byl významným sběratelem a výzkumníkem motýlí fauny na území Balkánu. Jako většina významných světových entomologů i Caradja se zabýval motýly už od svých dětských let. Zabýval s též rodem Jasoň (Parnassius) a u druhu jasoň červenooký během svého života popsal několik individuálních forem, tedy aberací na území Evropy. Hlavní pozornost však soustředil na výzkum skupiny malých motýlů – Microlepidoptera.
Jeho první publikace o motýlech z Haute Garonne, pochází z roku 1891, ale bohatý materiál exemplářů z řádu Motýli (Lepidoptera, 848 druhů) shromáždil už o několik let dříve – v době svého studia ve Francii. To byl začátek jeho sbírky, kterou budoval 56 let (v období 1887-1943). V roce 1887, po smrti svého otce se Aristides vrátil do Rumunska, kde se usadil natrvalo v Grumăzeşti. Rodinný zámek se nachází uprostřed arboreta se stromy z celého světa. Caradja málokdy cestoval, ale stále byl v kontaktu s významnými odborníky na skupinu malých motýlů (Microlepidoptera) z Londýna, Berlína, Bonnu, Vídně, Petrohradu, Stockholmu atd. Od nich výměnou i nákupem dostával množství sbírkového materiálu, který studoval a popisoval stovky nových druhů. Svou sbírku obohacoval i z jiných soukromých sbírek výměnou. Za získání vzácných druhů nikdy neváhal zaplatit i značné sumy peněz. Kromě toho dotoval finančně expedice do Asie, severní Afriky, Španělska, jižní Ameriky a na Špicberky. Oplátkou za to dostával nasbíraný materiál ze skupiny Microlepidoptera. Vzhledem k jeho reputaci špičkového odborníka mu mnozí sběratelé jako například Sven Hedin, Max Korb, Paul Chrétien nebo Karl Ribbe ze svých expedic posílali svůj nasbíraný materiál z této skupiny ke studiu.
Aristide Caradja byl též pověřen vykonat revizi celé kolekce skupiny Microlepidoptera z největšího anglického přírodovědného muzea (British Natural History Museum). Miliony kusů mikrolepidopter prošly jeho rukama. Jen ze sbírky motýlů z Číny od Hermanna Hohna sám Caradja prostudoval a roztřídil asi 400 000 položek. Publikoval mnohé práce a získal významná mezinárodní ocenění a získal mezinárodní prestiž. V prvním období (v letech 1891-1924) byla v první řadě jeho zájmem systematizace – popis nových druhů, později se jeho zájem přesunul směrem k rozluštění tajemství původu a vývoje fauny Lepidoptera. Studoval též mechanismy mutace. Prostudoval materiál sbírky Hermanna Hohna, sesbíraný v Číně během expedice v letech 1917 až 1923. Z ní popsal 927 druhů, z nichž bylo 271 endemitů a 91 do té doby pro vědu neznámých. Sbírka se řadí mezi nejvýznamnější sbírky na světě, také obsahuje 3000 položek typového materiálu, které umožnily popis nových druhů.

## Sbírka hmyzu
Sbírka hmyzu, kterou Aristide Caradja shromáždil během svého plodného života, je unikátní nejen z hlediska různorodosti a bohatosti svého obsahu, ale především pro svou ohromnou vědeckou hodnotu. Byla dlouhá léta uložena na jeho panství v Grumăzeşti, nedaleko Tirgu Neamt. Zde ale během druhé světové války došlo téměř k jejímu zničení. Jen shodou náhod sbírka bez pohromy přetrvala až do současnosti. Zápis z příjmu sbírky do muzea je ze dne 14. června 1944. V noci z 23. srpna 1944 byla budova muzea těžce bombardována německou Luftwaffe, jako součást německé odvety proti bývalým spojencům. Sbírka však byla ukryta v podzemí a vydržela i toto bombardování.
Aristide Caradja vzhledem ke zhoršení zdravotního stavu (různá onemocnění a operace v posledních letech života) už nebyl schopen studovat sbírky sám. Kolekce mikrolepidopter z Číny a východní Asie (obsahující tisíce kusů typového materiálu) byla tak rozsáhlá, že si už Caradja samotný netroufal ji sám zpracovat. K tomuto úkolu Caradja určil tehdy známého odborníka prof. Dr. Martina Heringa z muzea Berlínské univerzity. Díky panující mezinárodní situaci nemohl spolupracovat s jinými odborníky z Evropy. Po válce, v letech 1948 až 1961, bylo v Evropě jen málo specialistů, kteří se zajímali o bohatství, které získal a sesbíral Aristide Caradja, ale po roce 1961 sbírka opět získala pozornost odborníků z celého světa.
Kromě převažující části malých motýlů ze skupiny Microlepidoptera, sbírka obsahuje i asi 5000 kusů ze skupiny Macrolepidoptera – převážně velké denní motýly. Mezi nimi je významně zastoupen rod Morpho z Amazonské džungle, Chrysiridia madagascariensis, který je považován za jednoho z nejkrásnějších motýlů na světě a rod Ornithoptera z Bornea. Celkově jeho sbírka hmyzu, hlavně motýlů, v rozsahu více než 125 000 exemplářů, je uložena v Muzeu Grigore Antipa v Bukurešti.